# Nikolaï Epchteïn
Pour les articles homonymes, voir Epstein.
Temple de la renommée russe : 2004
Nikolaï Semionovitch Epchteïn (en russe : Николай Семёнович Эпштейн ; en anglais : Nikolai Esptein), né le 27 décembre 1919 à Kolomna (Union soviétique) et mort le 6 septembre 2005 à Moscou est un joueur soviétique devenu entraîneur de hockey sur glace.

## Biographie
En 1947, il débute dans le championnat d'URSS avec Dzerjinets. En 1949, il joue une saison avec le HK Lokomotiv Moscou avant de partir au Elektrostall. Il totalise 55 matchs pour 25 buts en URSS. Il devient ensuite entraîneur du Khimik Voskressensk. Son travail de formation a permis au Khimik de faire éclore de nombreux joueurs reconnus au niveau mondial comme parmi lesquels Valeri Kamenski, Igor Larionov, Valeri Zelepoukine, Guerman Titov, Iouri Liapkine, Sergueï Berezine.
Il a entraîné l'URSS junior qui a remporté les Championnats d'Europe junior de 1969 à 1971.
De 1976 à 1978, il s'occupe du Sibir Novossibirsk. Il rejoint ensuite le HC Spartak Moscou.
Durant les dernières années de sa vie, il souffrait de la maladie d'Alzheimer.